# Podział administracyjny Suwałk
Jednostkami pomocniczymi gminy miejskiej Suwałki są sołectwa. 
Miasto składa się także ze zwyczajowych osiedli mieszkaniowych i innych jednostek urbanistycznych. Różnice w liczbie mieszkańców i zajmowanej powierzchni między poszczególnymi jednostkami są duże i wynikają z geografii oraz historii miasta.

## Jednostki pomocnicze miasta (sołectwa)
Zgodnie z § 6. uchwały nr XXXIII/394/2017 Rady Miejskiej w Suwałkach z dnia 31 maja 2017 r. jednostkami pomocniczymi miasta są następujące sołectwa:
- Dubowo Pierwsze (Dubowo I),
- Krzywólka,
- Szwajcaria.

## Osiedla i pozostałe jednostki przestrzenne
- Osiedle I (pomiędzy ulicami T. Kościuszki i E. Plater)[2]
- Osiedle II (pomiędzy ulicami T. Noniewicza, 1 Maja i Utratą)[2]
- Osiedle Centrum[3]
- Osiedle Daszyńskiego[4]
- Osiedle Emilii Plater[5]
- Osiedle Hańcza[6]
- Osiedle Jaćwingów[6] (inaczej Osiedle Kamena)[7]
- Osiedle Klasztorna[6]
- Osiedle Kolejowe[8]
- Osiedle Niepodległości[1]
- Osiedle Ogrodowe
- Osiedle Piastowskie[6]
- Osiedle Polna[6][9]
- Osiedle Powstańców Wielkopolskich[6]
- Osiedle Północ I (Osiedle Północ Pierwsze)[6]
- Osiedle Północ II (Osiedle Północ Drugie)[6]
- Osiedle Stanisława Staszica[6]
- Osiedle Zielona Górka[10]
- Białorogi (leśniczówka)[6]
- Czarnoziem[6][11]
- Dąbrówka-Młynek[6]
- Maniówka[6]
- Papiernia[6]
- Sianożęć[12] (według PRNG Sianożęc)[6]
- Sobolewo[4]
- Śródmieście[6]
- Studzieniczne[6]
- Ustronie (leśniczówka)[6]
- Zahańcze[6]